# Football Club Amsterdam
El Football Club Amsterdam fou un club de futbol neerlandès de la ciutat d'Amsterdam.

## Història
Va ser fundat el 20 de juny de 1972, per la fusió dels clubs d'Amsterdam Blauw Wit i DWS. El club Volewijckers s'hi afegí la temporada 1973-74. Arribà a quarts de final de la Copa de la UEFA la temporada 1974-75. El 1978 va baixar de l'Eredivisie a l'Eerste Divisie. Acabà desapareixent l'any 1982.